# Flores del Valle
Flores del Valle es el primer largometraje argumental sonoro colombiano, estrenado en 1941. Fue filmado en Cali y partes del Valle del Cauca y dirigido por el cineasta español Maximo Calvo.

## Sinopsis
La joven hija de un hacendado campesino es presentada con expectativas ante la sociedad caleña, sin embargo, a pesar de su belleza y su educación es recibida de mala manera por sus orígenes campesinos. Ella logra superar el dolor, recupera su dignidad y vuelve al campo.

## Reparto
- Esperanza Calvo como Rosa de la Peña.
- Delfina Calvo como Luisa de la Peña.
- Jorge Lozano como Juan Ángel.
- Elías Mitrani como Elias.
- Ruth Villafañe como Lucia.
- Luis Sinisterra como Fiscal.
- Oscar Álvarez como Ernesto.
- Rogelio Álvarez como Juez.
- Pedro Álvarez  como Mayordomo.
- Alfonso Navia Monedero como Abogado.